# Русалка (Антонин Дворжак)
Вижте пояснителната страница за други значения на Русалка.
„Русалка“ (на чешки: Rusalka) е опера на чешкия композитор Антонин Дворжак от 1901 година.
Сюжетът е романтична драма по фолклорни мотиви с централна роля на водното същество русалка, а либретото на Ярослав Квапил е базирано на народни приказки, записани от фолклористите Карел Яромир Ербен и Божена Немцова. „Русалка“ е деветата опера на Дворжак и се превръща в най-успешното му оперно произведение, като се изпълнява редовно и в наши дни от различни оперни театри по света.